# Анія (волость)
Анія (ест. Anija vald) — волость в Естонії, у складі повіту Гар'юмаа. Волосна адміністрація розташована в місті Кегра.

## Розташування
Площа волості — 533 км², чисельність населення станом на 1 січня 2018 року становить 6145 осіб.
Внаслідок реформи 2017 року волості Анія та Аегвійду об'єднано у реформовану волость Анія.
Адміністративний центр волості — місто Кегра. Крім того, на території волості знаходиться ще селище: Аегвійду та 31 село: Аавере (Aavere), Алавере (Alavere), Анійа (Anija), Арава (Arava), Ветла (Vetla), Вікіпалу (Vikipalu), Воосе (Voose), Кауніссааре (Kaunissaare), Кехра (Kehra), Кіхмла (Kihmla), Куусемяе (Kuusemäe), Лехнметса (Lehtmetsa), Ліллі (Lilli), Ліннаксе (Linnakse), Лоокюла (Looküla), Люкаті (Lükati), Мустйие (Mustjõe), Нярмакосу (Härmakosu), Паасіку (Paasiku), Паріла (Parila), Партсааре (Partsaare), Піква (Pikva), Піллапалу (Pillapalu), Расівере Раудойа (Rasivere Raudoja), Роокюла (Rooküla), Салуметса (Salumetsa), Салумяе (Salumäe), Соодла (Soodla), Ууеару (Uuearu), Юлейие (Ülejõe).